# Gerstenberg
Gerstenberg is een gemeente in de Duitse deelstaat Thüringen, en maakt deel uit van de Landkreis Altenburger Land.
Gerstenberg telt 500 inwoners.